# Адрія Віланова
Адрія Віланова Чаура (ісп. Adrià Vilanova Chaure, нар. 11 лютого 1997, Барселона, Іспанія) — іспанський футболіст, центральний захисник клубу «Алькоркон».

## Ігрова кар'єра
Адрія Віланова народився у Барселоні і є вихованцем клубної академії клубу «Барселона». 8 січня 2017 року футболіст зіграв першу гру в другому складі «Барселони» «Барселона Б» в турнірі Сегунда Дивізіон Б. В серпні 2017 року Віланова був відправлений в оренду до клубу «Еркулес», де провів дві гри.
Влітку 2018 року Віланова залишив «Барселону» і перейшов до резервного клубу «Мальорки» «Мальорка Б», де почав наступний сезон в турнірі Терсера Дивізіон. Та вже в грудні 2018 року захисник перейшов до клубу «Андорра». З яким у сезоні 2021/22 виборов право грати в дивізіоні Сегунда Дивізіон. 15 серпня 2022 року Віланова дебютував у матчах Сегунди.
Перед сезоном 2024/25 Віланова перейшов до клубу «Алькоркон».

## Особисте життя
Адрія Віланова є сином колишнього іспанського футболіста і тренера Тіто Віланова.